# Landkanton Braunschweig (West)
Der Kanton Braunschweig-Land (West) bestand von 1807 bis 1813 im Distrikt Braunschweig im Departement der Oker im Königreich Westphalen und wurde durch das Königliche Decret vom 24. Dezember 1807 gebildet. Die Verwaltung des Kantons, der keinen eigenen Hauptort hatte, fand von Vechelde aus statt.

## Gemeinden
| Ortsname                      | Bemerkung                                                                                             |
| ----------------------------- | --- |
| Bortfeld                      | heute ein Ortsteil der Gemeinde Wendeburg im Landkreis Peine                                          |
| Broitzem mit Stiddien         | heute Stadtteile der Stadt Braunschweig                                                               |
| Denstorf mit Klein Gleidingen | heute Ortsteile der Gemeinde Vechelde im Landkreis Peine                                              |
| Lamme                         | heute ein Stadtteil der Stadt Braunschweig                                                            |
| Lehndorf mit Raffturm         | heute ein Stadtteil der Stadt Braunschweig                                                            |
| Rüningen                      | heute ein Stadtteil der Stadt Braunschweig                                                            |
| Sonnenberg                    | heute ein Ortsteil der Gemeinde Vechelde im Landkreis Peine                                           |
| Timmerlah mit Groß Gleidingen | heute ein Stadtteil der Stadt Braunschweig bzw. ein Ortsteil der Gemeinde Vechelde im Landkreis Peine |
| Vechelde und Vechelade        | heute Ortsteile der Gemeinde Vechelde im Landkreis Peine                                              |
| Völkenrode                    | heute ein Stadtteil der Stadt Braunschweig                                                            |
| Watenbüttel mit Steinhof      | heute ein Stadtteil der Stadt Braunschweig                                                            |
| Wedtlenstedt                  | heute ein Ortsteil der Gemeinde Vechelde im Landkreis Peine                                           |